# Daria Kinzer

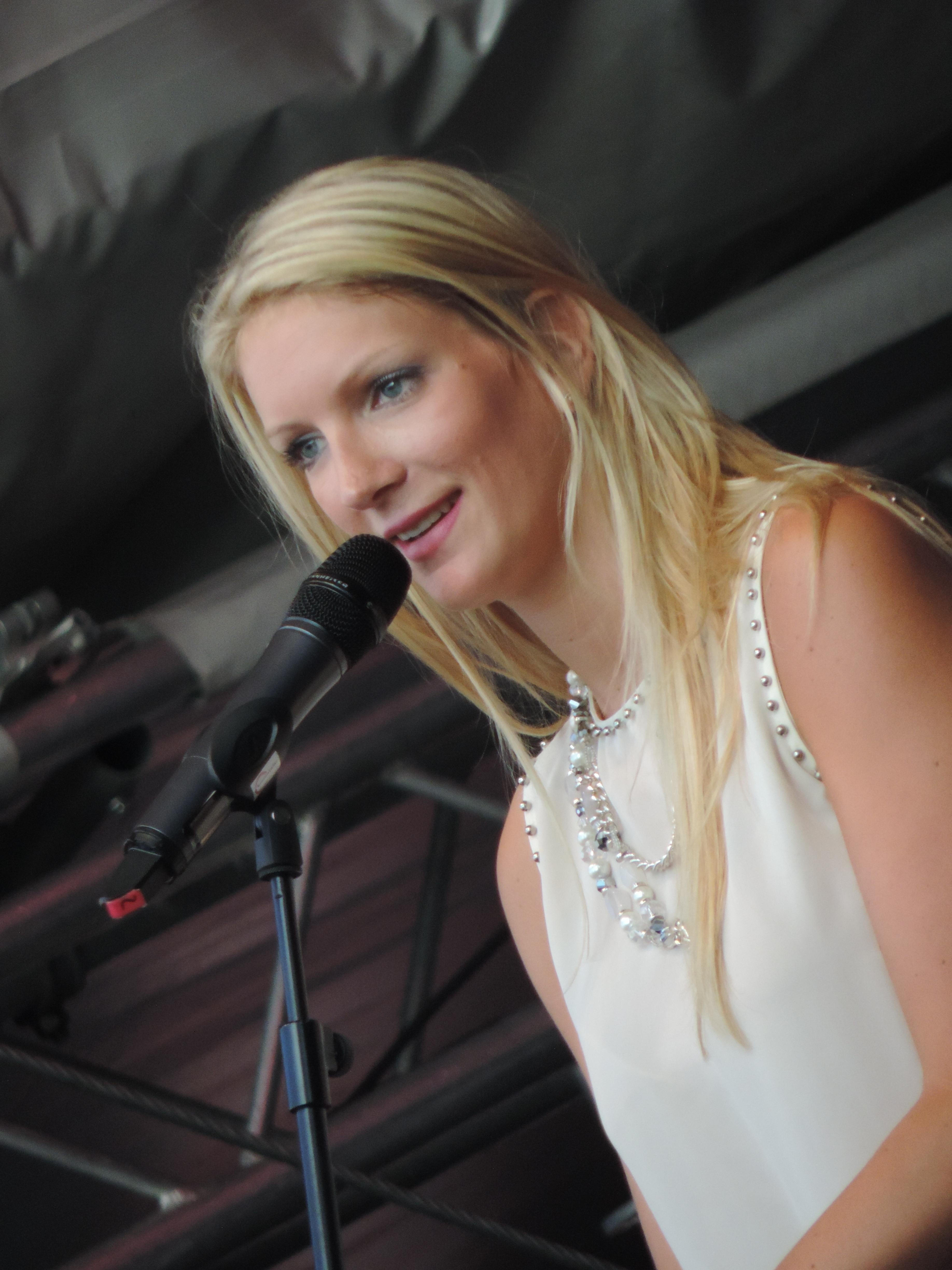
Daria Kinzer (2014)

Daria Kinzer (* 29. Mai 1988 in Aschaffenburg, Deutschland) ist Schlagersängerin und Musicaldarstellerin.

## Leben
Kinzer hat eine kroatische Mutter und einen deutschen Vater und wuchs in Wien auf. Im März 2011 gewann Kinzer den nationalen Vorentscheid im TV-Programm des HRT und trat im ersten Halbfinale des Eurovision Song Contest 2011 mit dem Dance-Song Celebrate (deutsch: Feiern) für Kroatien an. Sie konnte sich allerdings nicht für das Finale qualifizieren. Sie war neben ihrer Gesangskarriere vorwiegend als Musical-Darstellerin aktiv.
Sie hat die Studien „Unternehmensführung & Management“ an der FHWien und Theater-, Film- und Medienwissenschaft an der Universität Wien abgeschlossen.
Am 12. Juli 2013 erschien ihr Schlager-Debütalbum Zwischen Himmel und Erde.
2014 nahm sie an der achten Staffel der RTL-Sendung Das Supertalent teil, wo sie zwar in die engere Auswahl kam aber das Finale nicht erreichte.

## Diskografie
Alben
- 2013: Zwischen Himmel und Erde